# Cortiçadas de Lavre e Lavre
Cortiçadas de Lavre e Lavre (oficialmente: União das Freguesias de Cortiçadas de Lavre e Lavre) é uma freguesia portuguesa do município de Montemor-o-Novo, com 213,7 km² de área e 1310 habitantes (censo de 2021). A sua densidade populacional é 6,1 hab./km².

## História
Foi criada aquando da reorganização administrativa de 2012/2013,  resultando da agregação das antigas freguesias de Cortiçadas de Lavre e Lavre.

## Demografia
A população registada nos censos foi:
| Distribuição da População por Grupos Etários | Distribuição da População por Grupos Etários | Distribuição da População por Grupos Etários | Distribuição da População por Grupos Etários | Distribuição da População por Grupos Etários | Distribuição da População por Grupos Etários |
| -------------------------------------------- | -------------------------------------------- | -------------------------------------------- | -------------------------------------------- | -------------------------------------------- | -------------------------------------------- |
| Antes da agregação                           |                                              |                                              |                                              |                                              |                                              |
| Ano                                          | 0-14 anos                                    | 15-24 anos                                   | 25-64 anos                                   | >= 65 anos                                   | Total                                        |
| 2001                                         | 191                                          | 245                                          | 903                                          | 543                                          | 1882                                         |
| 2011                                         | 134                                          | 120                                          | 751                                          | 556                                          | 1561                                         |
| Após a agregação                             |                                              |                                              |                                              |                                              |                                              |
| Ano                                          | 0-14 anos                                    | 15-24 anos                                   | 25-64 anos                                   | >= 65 anos                                   | Total                                        |
| 2021                                         | 104                                          | 91                                           | 579                                          | 536                                          | 1310                                         |